# Doddenahalli, Pavagada
Doddenahalli là một làng thuộc tehsil Pavagada, huyện Tumkur, bang Karnataka, Ấn Độ.